# NV1
L'NV1 è stato il primo processore grafico prodotto da NVIDIA. La sua implementazione era una scheda per slot PCI, messa in commercio nel 1995 col marchio Diamond Edge 3D.

## Storia e caratteristiche
Insieme al SGS Thomson STG-2000 (dal quale differiva solo per l'impiego di VRAM più veloce al posto della DRAM) è stato il primo acceleratore multimediale completo: comprendeva infatti un processore grafico 2D/3D, memoria VRAM o FPM-DRAM, una scheda audio integrata a 32 canali e una porta joypad compatibile per Sega Saturn. Era quindi equivalente ad una scheda grafica 2D, una scheda audio compatibile Sound Blaster e una porta joypad a 15 pin, componenti allora diffusi sulla maggioranza dei PC compatibili PC IBM.
Il processore grafico fu progettato da NVIDIA nel periodo in cui si stavano definendo gli standard della computer grafica odierna.
La scelta delle primitive grafiche cadde sulle texture quadratiche, mentre il mercato si stava orientando decisamente verso i poligoni. Questa tecnologia non era affatto popolare, e questo fatto, unito agli iniziali problemi di costo e qualità della scheda, ne ostacolò la diffusione. Le texture erano caricate dalla RAM attraverso il VLB/ISA/PCI in tempo reale, caratteristica poi resa standard dall'AGP. Anche se le prestazioni in 3D erano discrete, gli scarsi risultati nella modalità più diffusa per i videogiochi in ambiente DOS, il 2D, non spingevano le vendite del componente. Il supporto ai gamepad del Sega Saturn, che andò incontro ad un insuccesso commerciale, fu di poco aiuto.
Il reparto audio era avanzato, ma non offriva grandi prestazioni per la riproduzione dei suoni MIDI, allora lo standard per i giochi per DOS. La transizione che si stava verificando da VLB/ISA (dei 486) a PCI (dei Pentium) costringeva a usare anche due schede audio per gestire i MIDI. Questo scoraggiava gli utenti avanzati a rinunciare alle loro componenti per una soluzione altamente integrata come questa.
Il colpo di grazia per le fortune della scheda fu l'introduzione da parte di Microsoft delle prime DirectX. Queste definirono infatti uno standard per la computer grafica che condannava all'oblio la tecnologia proprietaria di NVIDIA basata sulle texture quadratiche, a favore dei più diffusi poligoni. Sebbene la soluzione dell'azienda californiana fosse più avanzata e permettesse una migliore gestione delle superfici curve, essa presentava difetti come una maggior difficoltà di programmazione, soprattutto nel rilevamento delle collisioni. L'implementazione delle Direct3D ottenuta via software da NVIDIA comportava rallentamenti che non permettevano la competizione con le soluzioni native sul mercato. La manovra della Microsoft fu un brutto colpo per l'azienda, che dovette ritirarsi dal mercato per progettare una nuova GPU aderente agli standard introdotti.
Lo sviluppo della tecnologia a texture quadratiche continuò internamente, nel progetto chiamato NV2, mai andato in porto.

## Modelli
| Modello                | Rilascio   | Codename | Transistors, Fonderia e Fabbricazione | Configurazione Core | Dimensione Die | Memoria | Memoria   | Memoria       | Clock (MHz) | Fillrate              | Fillrate                | TDP (W) | Prezzo di lancio (USD) |
| Modello                | Rilascio   | Codename | Transistors, Fonderia e Fabbricazione | Configurazione Core | Dimensione Die | Memoria | Bandwidth | Clock Memoria | Clock (MHz) | Pixel Rate (MPixel/s) | Texture Rate (MTexel/s) | TDP (W) | Prezzo di lancio (USD) |
| ---------------------- | ---------- | -------- | ------------------------------------- | ------------------- | -------------- | ------- | --------- | ------------- | ----------- | --------------------- | ----------------------- | ------- | ---------------------- |
| Diamond Edge 3D 2120XL | 20/09/1995 | NV1      | 1 milione, STMicroelectronics 500nm   | 1:0:1:1             | 135            | 1MB     | 480 MB/s  | 60 MHz        | 75          | 75                    | 75                      | 2       | 249                    |
| Diamond Edge 3D 2200XL | 20/09/1995 | NV1      | 1 milione, STMicroelectronics 500nm   | 1:0:1:1             | 135            | 2MB     | 480 MB/s  | 60 MHz        | 75          | 75                    | 75                      | 2       | 299                    |

1. ↑  Pixel Shaders: Vertex Shaders: TMUs: ROPs